# Sportpalast Aukštaitija
Der Sportpalast Aukštaitija (litauisch Aukštaitijos sporto rūmai) ist eine Sporthalle in der litauischen Stadt Panevėžys. Die Arena bietet 2000 Personen Platz. Es war früher die Heimspielstätte des Basketball-Teams KK Panevėžys, später umbenannt in die Lietkabelis Panevėžys der führenden heimischen Liga LKL, der 2008 in die Cido Arena umzog. In den Hallen finden Basketball-, Volleyball-Spiele, Gewichtheben,  Ringen-Wettbewerbe des griechisch-römischen Stils, andere Sportveranstaltungen statt.